# 草の根民活
草の根民活（くさのねみんかつ）とは、一般的に使用される民活（みんかつ）が企業を中核とした民間活力を意味するのに対して、個人経営体（農家や自営業者など）、市民、地域住民、NPO・NGOなど民間人（個人やその小規模集団）の活力を評価する用語である。

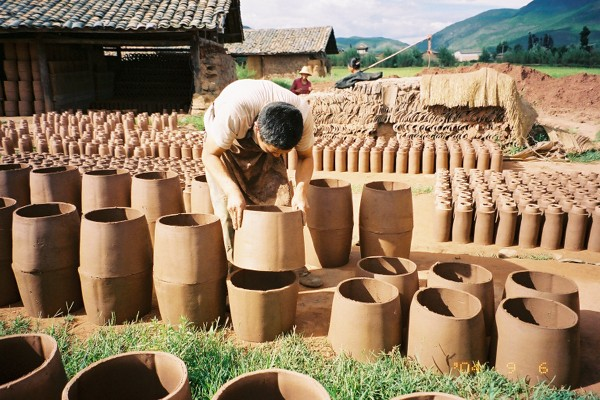
中国雲南省の粘土による瓦の生産。労働集約的技術によって、現地の資源を有効活用している。

経済主体は、消費者・家計、生産者・企業とに区分されるから、経済学的に言えば、草の根民活は、農家、自営業従事者など小規模生産者(サービス業を含む)と家計・生業レベルで現地の身近な資源とローカル・コモンズを利用する住民(生活者)が、その範疇に含まれる。かれらは、貧困者、社会的弱者のように見えても、次のような特徴がある。
1. 地域に居住し、働くという職住接近である。
2. 地域の資源・労働・経営・人間関係などの情報に精通している。
3. 相互に情報を共有している。(情報の対称性)
4. 現地の適正技術（労働集約的なワザや伝統的技術）を保有している。

このような場合、現地の小規模生産者、家計・生業レベルで現地の資源を利用する住民は、高い技能と情報力を持ち、彼らの間には、コミュニケーション能力、結束力、信頼関係に裏打ちされた地域コミュニティが形成されているともいえる。

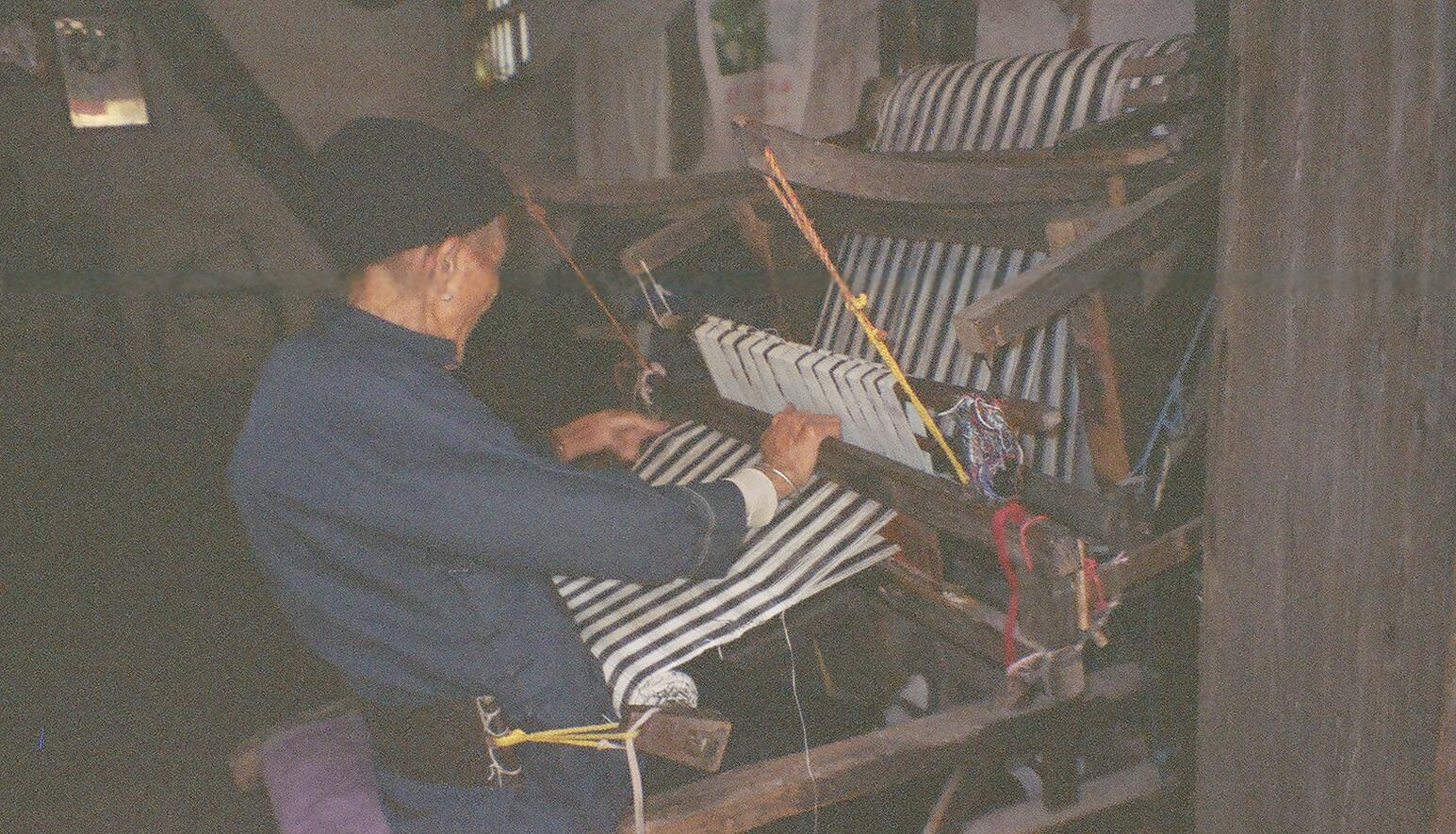
中国広西省の機織り。90歳の老人が綿布を織り、販売し収入を得ている。技能を保有していれば、地域社会の担い手ともなれる。

他方、福祉国家論にあって、老人を、年金受給者、退職者、要介護者とみれば、支援・介護の対象でしかなく高齢社会を問題視するしかない。しかし、老人は、昼間人口として、地域に居住し、地域コミュニティの中で、コミュニケーションを図りながら、伝統文化を保持、伝承する役割を担っているかもしれない。育児や子供の教育を含む子育てに協力している場合もある。換言すれば、老人を草の根民活として認識すれば、高齢社会を問題視する発想は修正を迫られる。
また、開発経済学にあっても、女子、農家、都市インフォーマル部門の従事者は、貧困者あるいは社会的弱者として、位置づけられ、政府開発援助やNGOによる援助の対象とされる。しかし、スラムの住民は、貧困状態にあっても、廃品回収・再生資源の利用など、廃棄物の民間リサイクルを担っている場合もある。スラムを貧困の象徴として、厄介者扱いする議論も、先進工業国からみた一方的な見方なのかもしれない。事務所・工場従業員など正規の雇用機会に乏しく、インフラが未整備な状況では、貧困者は零細な自営業を生業とするしかなく、それは自助努力の必要な、労苦を伴う仕事である。

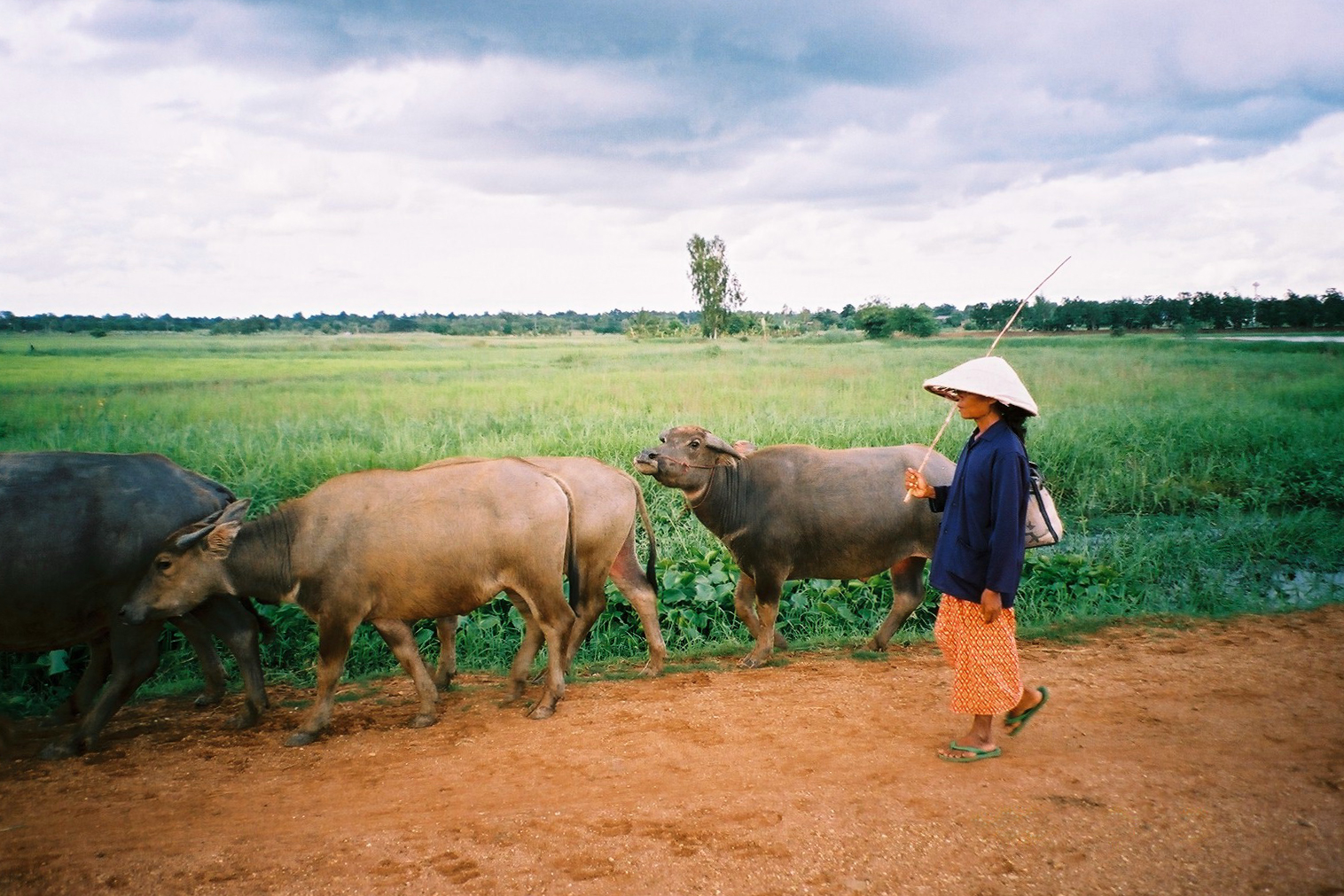
タイ東北地方の牧畜。道路や農地脇の草は、水牛に食ませるローカル・コモンズである。住民は、現地の資源の利用に長けている。

開発途上国の農村,山村では、住民は、薪炭などバイオマスを身近な燃料としているが、このようなバイオマスエネルギーは、森林・入会地・里山というローカル・コモンズとして、再生可能エネルギーとなっている。換言すれば、地域コミュニティの住民が、持続可能な資源の利用・管理を行っているのである。
したがって、現地住民、個人経営体を、貧困者、社会的弱者として、一方的に支援・援助・介護の対象とみなすのではなく、草の根民活として、社会開発や地域コミュニティの担い手、あるいはローカル・コモンズの管理を通じた環境保全の担い手とすることも可能である。草の根民活を、開発の担い手として位置づける草の根民活論は、特に、開発経済学や環境経済学の枠組みの中で、市民・住民あるいはNGO・NPOが参加する持続可能な開発を目指す場合、有益な示唆を与えてくれる。